# 比利科克山
68°10′S 66°33′W / 68.167°S 66.550°W
比利科克山（英語：Billycock Hill）是南極洲的山峰，座標68°10′S 66°33′W，位於葛拉漢地西岸，處於內尼冰川源頭以北附近，海拔高度1,630米（5,350英尺），在1939至1941年由美國研究隊首次測量，現時由南極條約體系管理。